# Direito administrativo disciplinar militar
O direito administrativo disciplinar militar é o ramo do direito que se dedica ao estudo das relações que ocorrem entre a administração pública militar, estadual ou federal, e os seus integrantes.

## História
O advento da Constituição Federal de 1988 trouxe para o direito administrativo novas regras que modificaram os regulamentos anteriormente existentes, que não se encontram em conformidade com o vigente texto constitucional.
A prática de uma transgressão disciplinar faz surgir para a administração militar o que se denomina de jus puniendi (isto é, direito de punir) que somente poderá ser exercido por meio de um processo administrativo, que passou a ser denominado pela doutrina de processo administrativo disciplinar militar.
A doutrina tem contribuído para o aprimoramento deste ramo especializado do direito, destacando-se entre os estudiosos Eliezer Pereira Martins, Álvaro Lazzarini, Antônio Pereira Duarte, Paulo Tadeu Rodrigues Rosa, Lauro Escobar, Ronaldo João Roth, James Magalhães, Jorge César de Assis, Farlei Martins Riccio de Oliveira entre outros, que têm procurado estabelecer as bases científicas deste ramo.
Segundo o sítio Direito Militar, os regulamentos disciplinares em geral (principalmente das Forças Armadas) estão defasados em relação à atual Constituição (1988). Na busca de se aprimorar as relações entre a administração pública e os seus integrantes, novos regulamentos têm sido editados. Os estados de São Paulo, Minas Gerais e Ceará, editaram novos regulamentos disciplinares por meio de lei em atendimento às expressas disposições do texto constitucional.
Os tribunais superiores, Supremo Tribunal Federal e o Superior Tribunal de Justiça, têm reconhecido que nenhum militar, federal ou estadual, poderá ser punido no âmbito administrativo sem que lhe seja assegurado a ampla defesa e o contraditório em todos os recursos a ela inerentes.
O direito disciplinar militar está atrelado aos Regulamentos Disciplinares das Instituições Militares, seguindo não só os princípios e regras gerais da Constituição Federal e do direito administrativo, mas também do direito penal e processual penal militar.
Alguns autores tratam especificamente do direito disciplinar da Polícia Militar do Estado de São Paulo, como Abelardo Júlio da Rocha, Alexandre Henriques da Costa, Cícero Robson Coimbra Neves e Rogério Luís Marques de Mello, discorrendo sobre as normas materiais e processuais atinentes a esta especialidade do direito militar.